# Married... with Children
Married... with Children (bra: Um Amor de Família; prt: Casado... com Filhos) é uma sitcom estadunidense sobre uma problemática família de Chicago, exibida pelo canal Fox entre 5 de abril de 1987 e 9 de junho de 1997.

## O programa
O protagonista do programa é Al Bundy, um fracassado vendedor de sapatos. Acompanham-no sua esposa Peggy, uma dona-de-casa relapsa; Kelly, sua filha bonita porém burra e promíscua e Bud, seu filho nerd e pouco popular. A canção de abertura instrumental nas primeiras temporadas foi substituída por "Love and Marriage",  cantada por Frank Sinatra. A série continua sendo exibida nos Estados Unidos em reprises, assim como em vários países do mundo.
No início, em 1987, as críticas ao programa eram negativas devido ao seu humor escatológico, com várias referências sexuais. Os personagens eram considerados clichês. Entretanto, os telespectadores conferiam grandes audiências ao programa, que mostrava um tipo de família nunca antes retratada na TV americana—uma família fracassada, infeliz, com a qual uma parcela da plateia podia se identificar.
Apesar de tudo, essa família sempre se defendia e se unia quando a situação ficava difícil, não importa o quanto tivessem se ofendido e maltratado ao longo do episódio. Geralmente, duelavam com os vizinhos, os emergentes Steve e Marcy Rhoades. Durante a série, Marcy se separou e se casou com o don juan Jefferson D'Arcy, formando o novo casal de vizinhos.
Com o tempo, o humor do show se tornou menos ofensivo e a atuação do elenco melhorou. A crítica passou a elogiar Married... with Children por abordar temas polêmicos (como racismo, feminismo e promiscuidade) de uma maneira fácil de entender e divertida.
O programa foi a primeira comédia exibida pela então emergente rede de TV FOX, tornando-se também um de seus primeiros sucessos. Desde então, essa emissora ficou caracterizada pelas séries de humor popular e fácil de entender, como Os Simpsons, um de seus maiores sucessos.
As dez temporadas do show foram lançadas em DVD nos Estados Unidos (região 1). O DVD da terceira temporada incluía um episódio inédito, "I'll see you in court", que nunca foi exibido nos Estados Unidos. Alguns fãs criticaram o DVD da quarta temporada, que tinha vários cortes (pois os episódios ainda estavam sendo exibidos em reprises)

## Séries inspiradas por Married... with Children
Pode se dizer que todas as séries retratando uma família disfuncional e tendo como personagem principal o pai da família devem algo à Married... with Children. A fórmula é repetida à exaustão até hoje, embora nenhuma tenha superado o sucesso de Married.
Em 1995, a Warner Brothers lançou uma série baseada no seriado, chamada Unhappily Ever After (Infelizes para Sempre), que não obteve o mesmo sucesso.
No Reino Unido, a série foi regravada com quase o mesmo roteiro. O desempenho foi mediano, talvez porque o original já tinha sido exibido, mas em um horário de pouca audiência. A série alemã Hilfe, meine Familie spinnt (Socorro, Minha Família é Louca), com a família Strunk, era na verdade uma regravação de 26 episódios da série original. Este programa é exibido desde 1992 e teve o dobro da audiência do original na Alemanha, sendo exibido no horário nobre.
Em 2004, a emissora colombiana Caracol Televisión produziu uma adaptação com 26 episódios, chamada Casados con Hijos. A série mostrava a família Rocha vivendo em Bogotá com seus vizinhos, os Pachóns (inspirados nos D'Arcys), adaptando as piadas do original para a realidade colombiana. O show foi exibido no horário nobre do fim de semana, fazendo sucesso relativo. Na América Latina, Married... with Children é exibido em reprises pela emissora de TV a cabo Comedy Central e pelo serviço de stream Netflix.
Em 13 de junho de 1999, foi ao ar A Guerra dos Pintos, uma versão brasileira de Married... With Children. A tentativa da Rede Bandeirantes e do diretor Naum Alves de Souza de fazer um seriado nacional com a temática da família de Al Bundy foi fadada ao fracasso, ao contrário do que seu diretor acreditava. "Meus personagens são mais inteligentes que os americanos - os de lá são meio nerds, idiotas", comentou Naum à revista Época . A série foi encerrada ainda no ano 2000. Entre as atrizes, estava cotada Astrid Fontenelle, no papel de consultora sentimental. Foram gravados 28 episódios, que sobreviveram a um incêndio no núcleo de sitcoms da emissora, que destruiu os cenários que eram usados. Em vez de futebol americano, Zé Pinto não perdia um "Jogo do Mengão".
Na mesma época, a Bandeirantes também tentou fazer uma versão adaptada de Who's the Boss?, que no Brasil se chamava Santo de Casa... Faz Milagre. Porém, também não rendeu o esperado.

## Personagens

### A família Bundy
- Al Bundy (Ed O'Neill) – O pai da família. Ele foi um promissor jogador de futebol americano na escola, e estava prestes a conseguir uma bolsa na faculdade e fazer carreira no esporte, até conhecer Peggy. Depois disso, ele quebrou a perna, perdeu a bolsa, sua vida foi arruinada e foi forçado a se casar com Peggy e continuar no seu trabalho "temporário" como vendedor de sapatos femininos, quase sempre para mulheres obesas. O principal tema da série é o fracasso de Al, seu ódio pela esposa e a saudade da sua gloriosa juventude. Ele geralmente aparece sentado no sofá com a mão enfiada nas calças, ou no banheiro. Uma piada recorrente no programa é a sua rapidez na cama.
- Margaret "Peggy" Bundy (Katey Sagal) – A esposa de Al e mãe da família. Ela teria nascido no condado de Wanker (uma gíria/calão em inglês para a masturbação, embora mais ofensiva no inglês britânico do que no americano), em Wisconsin. Ela é caracterizada como uma mãe preguiçosa, que não sabe fazer as tarefas mais básicas de uma dona-de-casa (Al também não, aliás), e ignora as necessidades de sua família. Quase sempre está sentada no sofá comendo bombom, fumando e assistindo TV, ou gastando o pouco dinheiro que Al ganha. Ela está sempre tentando fazer sexo com Al, apesar do desempenho fraco de seu marido na cama.
- Kelly Bundy (Christina Applegate) – A primogênita da família. Ela é o estereótipo da loura burra: Era inteligente na infância, mas se tornou burra após um acidente de carro que apareceu em um dos episódios. Ela se sente atraída por homens rebeldes (as vezes criminosos). No final da série, entretanto, ela parece se tornar mais inteligente e passa a perseguir uma carreira como atriz (com seu irmão Bud como agente, ganhando 75% dos lucros).
- Budrick Franklin "Bud" Bundy (David Faustino) – O segundo filho da família. Bud acredita ser sexy e atraente, mas fatalmente mostra que não é, sendo rejeitado pelas mulheres. Para contornar isso, ele inventou vários alter-egos, como o rapper Grandmaster B, sendo ridicularizado pela família. (Na verdade o ator, David Faustino, já fez participações em discos de rap e é gerente de uma casa noturna). Apesar de tudo, Bud tem um bom desempenho acadêmico e consegue passar para a faculdade.
- Buck (dublado por Cheech Marin) – O cão da família. Ele é dublado em algumas cenas, para mostrar o que ele estaria pensando (quase sempre amargo e sarcástico). O personagem morreu durante a série porque o ator que o interpretava, um cão Briard de 10 anos de idade, já estava velho para atuar.
- Lucky (dublado por Kim Weiskopf) – O segundo cão da família, que os Bundy compram após a morte de Buck. Lucky, um cocker spaniel, é na verdade a reencarnação de Buck. Seu dublador, Kim Weiskopf, é um dos redatores do programa.
- Seven – Filho de Zemus (Bobcat Goldthwait) e Ida Mae (Linda Blair), excêntricos primos de Peggy. Aparece em Chicago para passar uns dias com os Bundys mas é adotado no decorrer da série. O personagem era tão impopular que desapareceu do programa sem explicações após poucos episódios.

### Vizinhos
- Marcy Rhoades D'Arcy (Amanda Bearse) – A bancária Marcy é vizinha dos Bundy e melhor amiga de Peggy. Ela odeia o resto da família, principalmente Al. Uma piada recorrente na série é a comparação de Marcy com uma galinha ou um jovem rapaz, por sua aparência pouco feminina.
- Steve Rhoades (David Garrison) – Primeiro marido de Marcy, Steve é também um bancário. Gradualmente, seu personagem se tornou mais próximo da família Bundy, principalmente de Al. No meio da quarta temporada, o ator David Garrison decidiu se dedicar ao teatro e abandonou a série. No último episódio gravado com ele, Steve aparece desencantado com o estilo de vida yuppie e se interessando pela natureza e pela vida ao ar livre (um interesse do ator também na vida real). Após sua desaparição, explica-se que ele deixou Marcy para se tornar guarda florestal no Parque nacional de Yosemite. David Garrison ainda faria participações especiais em quatro episódios, com o mesmo personagem.
- Jefferson D'Arcy (Ted McGinley) – O segundo marido de Marcy, que se casou com ela por dinheiro. Ele seria o equivalente masculino de Peggy, egocêntrico e preguiçoso. É um amigo próximo de Al. Sugere-se em alguns episódios que ele seria um agente da CIA e tenente da Guarda Nacional estadunidense (sua última missão seria uma tentativa frustrada de matar Fidel Castro). O ator Ted McGinley já havia participado uma vez da série como marido de Peggy num episódio que parodiava o filme It's a Wonderful Life.

### Outros personagens
- Luke Ventura (Ritch Shydner) - Amigo e colega de trabalho de Al. Aparece em poucos episódios da primeira temporada. É solteiro, mulherengo e conquistador.
- Griff (Harold Sylvester) – Amigo e colega de trabalho de Al. Divorciado, leva uma vida infeliz e solitária. A ex-esposa ficou com todos os bens no processo de divórcio.
- Bob Rooney (E.E. Bell) - É açougueiro, amigo de Al e membro do clube NO MA'AM.
- Ike (Tom McCleister) – Amigo de Al e membro do NO MA'AM.
- Dan (Dan Tullis Jr.) – Um policial, amigo de Al, que ajuda-o em alguns episódios. Também se torna membro do NO MA'AM.
- Miranda Veracruz de la Jolla Cardinal (Teresa Parente) – Repórter jornalística que invariavelmente cobre as desventuras dos Bundys para a TV. Teria nascido no Equador.
- Ephraim Wanker, o pai de Peggy (Tim Conway) - Aparece em alguns episódios, geralmente fugindo da esposa.
- A mãe da Peggy (dublada por Kathleen Freeman) - Nunca apareceu em pessoa, somente se ouve sua voz ao telefone. Ao longo da série, há uma período que ela mora com os Bundys. Apesar de fisicamente oculta, ela é descrita como extremamente obesa, megera e inconveniente, motivo de inúmeros insultos de seu genro Al. De início, essa personagem deveria ser interpretada pela drag queen Divine, que morreu antes das gravações.
- Gary (Janet Carroll) – A dona e gerente da loja de sapatos onde Al trabalha. Sua primeira aparição foi quando Al tentou vender sapatos masculinos ao invés de femininos, imaginando que seu chefe não iria se incomodar por ser homem (Gary é um nome masculino nos países de língua inglesa).
- Amber (Juliet Tablak) - Sobrinha de Marcy. Jovem e linda, a garota é mandada pela mãe para morar com a tia como forma de manter a menina afastada da perigosa vizinhança em Los Angeles, onde cresceu. Envolve-se sexualmente com Bud em alguns episódios e o despreza em outros.

## Ícones Bundy
- NO MA'AM - Sigla de National Organization of Men Against Amazonian Masterhood (Na versão em português: SEM ELAS - Sociedade Etílica de Maridos Escapando do Lar Atrás de Sexo; a sigla original literalmente significa "não, senhora"). É um clube sediado na garagem de Al onde ele e outros amigos de meia idade discutem temas de suma importância para a categoria, tais como cerveja e garotas. Em um episódio de 1995, eles convertem o clube em uma igreja, com intuito de serem isentados do pagamento de impostos pelo governo, e assim puderam comprar cerveja e revistas masculinas a preços menores.
- Polk High - Colégio onde Al e Peggy estudaram. É palco do maior feito da vida de Al: os quatro touchdowns marcados por ele em um único jogo de futebol americano da liga colegial, motivo de doces lembranças para ele. Al culpa o casamento pelo fato de não ter se tornado um profissional no esporte.
- Jiggly Room / Nudie Bar (Na versão em português: Salão do Agito) - É um bar de striptease que pertence a Iqbal, um imigrante de origem árabe. É o lugar para onde os membros do SEM ELAS vão curtir e gastar o pouco dinheiro que restou após os gastos das esposas.
- Troy's - Um clube de striptease masculino onde Peggy é frequentadora assídua, conforme menções dos dançarinos em episódios da segunda temporada.
- Big Uns (Na versão em português: Peitões) - É uma revista masculina que Al e seus colegas do SEM ELAS "lêem". É muito usada como estimulante para ajudá-los a cumprir suas obrigações sexuais para com as esposas.
- Girlie Girl Beer - Cerveja oficial do SEM ELAS.
- Psycho Dad (Na versão em português: Papai Psicótico) - É um dos programas de TV preferidos de Al e da turma do SEM ELAS. Trata-se de uma série do tipo western, onde o protagonista é um pistoleiro com quem Al se identifica. Certa vez, o programa foi cancelado a pedido de Marcy, o que levou o SEM ELAS a viajarem para Washington para reivindicar do Congresso o retorno da transmissão.
- Weenie Tots - É um "alimento" do tipo junk food muitíssimo apreciado pelos Bundys. Nos dois últimos episódios da última temporada (1997), quase acontece o casamento de Kelly e Lonnie Tot, herdeiro do império Weenie Tots.
- O Dodge - É o carro da família. Trata-se de um Plymouth Duster ano 1971 erroneamente ou comicamente chamado Dodge. Apesar de velho, acabado e ter rodado mais de um milhão de milhas, é parte da vida e nostalgia juvenil de Al. Por muitos episódios ele é marrom, mas após uma ida ao lavador e removida toda a sujeira acumulada em décadas, ele se revela vermelho. É nele que acontece o primeiro encontro sexual de Al e Peggy, em um cinema do tipo drive in, ainda como namorados.
- Gary's Shoes and Accessories For Today's Woman (Na versão em português: Gary Sapatos e Acessórios para a Mulher Moderna) - Uma sapataria localizada no shopping center New Market Mall, onde Al ainda jovem e solteiro, consegue um emprego "temporário" durante as férias de verão. O emprego seria exclusivamente para ajudar Al a pagar o então recém-adquirido Dodge. A loja é freqüentada principalmente por mulheres gordas, para o desespero de Al, que lá desenvolveu uma grande antipatia por elas. Elas insistem em dizer que calçam um número menor do que a realidade.
- Shoe Salesman (Na versão em português: vendedor de sapatos) - É o emprego "temporário" que Al conseguiu na sua juventude (década de 60). Ao longo de toda a série, esse emprego é mostrado como o pior do mundo, com um salário menor que o de outros empregos considerados sem prestígio. Durante o episódio em que Al, Griff e Jefferson vão a Fort Lauderdale por exemplo, Al decide que não voltaria a Chicago, e se sustentaria como catador de latas de cerveja vazias na praia, pois assim combinaria boa vida na praia e um salário melhor.
- Whoa Bundy! - Uma saudação familiar usada sempre quando os Bundys vão embarcar juntos em uma aventura.

## Episódios
| Temporada | Temporada | Episódios | Exibição original                       | Exibição original                       | Lançamento do DVD      | Lançamento do DVD | Lançamento do DVD |
| Temporada | Temporada | Episódios | Estreia                                 | Final                                   | Região 1               | Região 2          | Região 4          |
| --------- | --------- | --------- | --------------------------------------- | --------------------------------------- | ---------------------- | ----------------- | ----------------- |
|           | 1         | 13        | 5 de abril de 1987                      | 28 de junho de 1987                     | 28 de outubro de 2003  | —                 | —                 |
|           | 2         | 22        | 27 de setembro de 1987                  | 1 de maio de 1988                       | 16 de março de 2004    | —                 | —                 |
|           | 3         | 22        | 6 de novembro de 1988                   | 27 de agosto de 1989                    | 25 de janeiro de 2005  | —                 | —                 |
|           | 4         | 23        | 3 de setembro de 1989                   | 13 de maio de 1990                      | 30 de agosto de 2005   | —                 | —                 |
|           | 5         | 25        | 23 de setembro de 1990                  | 19 de maio de 1991                      | 20 de junho de 2006    | —                 | —                 |
|           | 6         | 26        | 8 de setembro de 1991                   | 17 de maio de 1992                      | 19 de dezembro de 2006 | —                 | —                 |
|           | 7         | 26        | 13 de setembro de 1992                  | 23 de maio de 1993                      | 18 de setembro de 2007 | —                 | —                 |
|           | 8         | 26        | 5 de setembro de 1993                   | 22 de maio de 1994                      | 18 de março de 2008    | —                 | —                 |
|           | 9         | 26        | 4 de setembro de 1994                   | 21 de maio de 1995                      | 19 de agosto de 2008   | —                 | —                 |
|           | 10        | 26        | 17 de setembro de 1995                  | 26 de maio de 1996                      | 17 de março de 2009    | —                 | —                 |
|           | 11        | 24        | 29 de setembro de 1996                  | 9 de junho de 1997                      | 13 de outubro de 2009  | —                 | —                 |
| Total     | Total     | 259       | 5 de abril de 1987 – 9 de junho de 1997 | 5 de abril de 1987 – 9 de junho de 1997 | 27 de setembro de 2011 | —                 | —                 |

Quatro especiais também foram exibidos entre 1986 and 2003.

## A série no Brasil
O primeiro canal a exibir a série foi a HBO Brasil, nos primórdios da chegada da TV a cabo no Brasil, em 1994, emissora disponibilizava, ou seja, abria seu sinal em UHF, na época trinta minutos no horário nobre brasileiro, das 20h às 20:30h.
Depois os episódios também foram exibidos nos canais Showtime, Sony, Bandeirantes, PlayTV (só as três primeiras temporadas) e Canal 21. Atualmente, o seriado é exibido no TCM (desde 1 de junho de 2016) e no TBS Brasil (desde no novembro de 2018).